# Lijst van DTM-coureurs
De volgende coureurs hebben ten minste één start in de DTM gemaakt tussen 1984 en 1996 en vanaf 2000. Van de momenteel actieve coureurs (seizoen 2025) zijn de namen vet afgedrukt.
De lijst is bijgewerkt tot 27 april 2025.

## 2000

### A
- Jonathan Aberdein
- Vincent Abril
- Christian Abt
- Laurent Aïello - Kampioen 2002
- Jack Aitken
- Christijan Albers
- Alexander Albon
- Filipe Albuquerque
- Jean Alesi
- Uwe Alzen
- Michael Ammermüller
- Roland Asch
- Lucas Auer

### B
- Nicolas Baert
- Christian Bakkerud
- Michael Bartels
- Frank Biela
- Thed Björk
- Jeroen Bleekemolen
- Tom Blomqvist
- Mirko Bortolotti - Kampioen 2024
- Maximilian Buhk
- Jenson Button

### C
- Andrea Caldarelli
- Rinaldo Capello
- Adam Carroll
- Nick Cassidy
- Johnny Cecotto
- Congfu Cheng
- Albert Costa
- David Coulthard

### D
- Alessio Deledda
- Jake Dennis
- Marvin Dienst
- Ben Dörr
- Andrea Dovizioso
- Mattia Drudi
- Peter Dumbreck
- Loïc Duval

### E
- Mattias Ekström - Kampioen 2004, 2007
- Philip Ellis
- Philipp Eng
- Maro Engel
- Christian Engelhart
- Luca Engstler
- Joel Eriksson

### F
- Augusto Farfus
- Marcel Fässler
- António Félix da Costa
- Ricardo Feller
- Pietro Fittipaldi
- Sophia Flörsch
- Felipe Fraga
- Heinz-Harald Frentzen
- Rahel Frey
- Robin Frijns

### G
- Antonio Giovinazzi
- Timo Glock
- Dev Gore
- Maximilian Götz - Kampioen 2021
- Jules Gounon
- Lucas di Grassi
- Ben Green
- Jamie Green
- Mikaël Grenier
- Ayhancan Güven

### H
- Christopher Haase
- Ferdinand Habsburg
- Mika Häkkinen
- Joey Hand
- Hubert Haupt
- Esmee Hawkey
- Tim Heinemann
- Laurin Heinrich
- Éric Hélary
- Ryō Hirakawa
- Sandro Holzem
- Patrick Huisman

### I
- Vanina Ickx
- Rolf Ineichen

### J
- Thomas Jäger
- Jarek Janis
- Oliver Jarvis
- Daniel Juncadella

### K
- Pierre Kaffer
- Tom Kalender
- Katsutomo Kaneishi
- Nicolas Kiesa
- Christian Klien
- Leon Köhler
- Tomáš Kostka
- Tom Kristensen
- Robert Kubica

### L
- Pedro Lamy
- Mathias Lauda
- Liam Lawson
- Katherine Legge
- JJ Lehto
- Kelvin van der Linde
- Sheldon van der Linde - Kampioen 2022
- Sébastien Loeb
- Klaus Ludwig
- Lucas Luhr

### M
- Gilles Magnus
- Arjun Maini
- Peter Mamerow
- Alexandros Margaritis
- Maxime Martin
- Tsugio Matsuda
- Bernd Mayländer
- Allan McNish
- Alain Menu
- Christian Menzel
- Roberto Merhi
- Stefano Modena
- Miguel Molina González
- Edoardo Mortara
- Stefan Mücke
- Nico Müller
- Esteban Muth

### N
- Harrison Newey
- Patric Niederhauser
- Kris Nissen

### O
- Esteban Ocon
- Theo Oeverhaus
- Sébastien Ogier
- Yves Olivier
- Dennis Olsen
- Jusuf Owega

### P
- Gary Paffett - Kampioen 2005, 2018
- Maximilian Paul
- Jordan Pepper
- Franck Perera
- Vitaly Petrov
- Emanuele Pirro
- Thomas Preining - Kampioen 2023
- Alexandre Prémat
- Andy Priaulx

### Q
- Ronnie Quintarelli

### R
- René Rast - Kampioen 2017, 2019, 2020
- Paul di Resta - Kampioen 2010
- Manuel Reuter
- Mike Rockenfeller - Kampioen 2013
- Daniel la Rosa
- Felix Rosenqvist

### S
- David Saelens
- Timo Scheider - Kampioen 2008, 2009
- Fabio Scherer
- Clemens Schmid
- Bernd Schneider - Kampioen 2000, 2001, 2003, 2006
- David Schumacher
- Ralf Schumacher
- Morris Schuring
- Johannes Seidlitz
- Bruno Spengler - Kampioen 2012
- Frank Stippler
- Luca Stolz

### T
- Adrien Tambay
- Peter Terting
- Nicki Thiim
- James Thompson
- Olivier Tielemans
- Marcel Tiemann
- Martin Tomczyk - Kampioen 2011
- Benoît Tréluyer
- Darren Turner

### V
- Dries Vanthoor
- Laurens Vanthoor
- Thierry Vermeulen
- Christian Vietoris

### W
- Pascal Wehrlein - Kampioen 2015
- Karl Wendlinger
- Dirk Werner
- Marco Werner
- Robert Wickens
- Joachim Winkelhock
- Markus Winkelhock
- Mick Wishofer
- Marco Wittmann - Kampioen 2014, 2016
- Susie Wolff

### Z
- Alessandro Zanardi
- Renger van der Zande
- Marius Zug

## 1984

### A
- Michele Alboreto
- Markku Alén
- Ni Amorim

- Stig Amthor
- Per-Gunnar Andersson
- Volker Anhalt

- Mathias Arlt
- Klaus Assmuth

### B
- Jürg Bächi
- Karl Baron
- Michael Bartels
- Karl-Heinz Brinkmann
- André Baumann
- Harald Becker
- Hermann Behrens
- Allen Berg

- Gerhard Berger
- Armin Bernhard
- Vaclav Bervid
- Frank Biela - Kampioen 1991
- Holger Bohne
- Norbert Bormann
- Andy Bovensiepen
- Gianfranco Brancatelli

- Norbert Brenner
- Johannes Breuer
- Franz-Josef Bröhling
- Walter Brun
- Alexander Burgstaller
- Manfred Burkhardt
- Stefano Buttiero

### C
- Jörg Chmiela
- Peter Cramer

- Alain Cudini
- Neil Cunningham

### D
- Karl-Heinz Dahlemann
- Yannick Dalmas
- Christian Danner
- Jochen Dauer

- Arthur van Dedem
- Artur Deutgen
- Stanley Dickens
- Pierre Dieudonné

- Helmut Döring
- Franz Dufter
- Hermann Duller
- Klaus Dupré

### E
- Gottfried Eckle
- Bruno Eichmann
- Peter Elgaard

- Herbert Engel
- Franz Engstler

- Christoph Esser
- Cor Euser

### F
- Peter Faubel
- Axel Felder
- Jochen Felder
- Werner Felder
- Alain Ferté

- Jürgen Feucht
- Anton Fischaber
- Giancarlo Fisichella
- Christian Fittipaldi
- Dario Franchitti

- Giorgio Francia
- Richard Friedrich
- Klaus-Peter Frieske
- Heinz-Otto Fritzche

### G
- Leopold Gallina
- Wayne Gardner
- Dieter Gartmann
- Oliver Gavin
- Dr. Josef Gerold
- Marc Gindorf
- Fabrizio Giovanardi

- Fabien Giroix
- Gianni Giudici
- Axel Göbel
- Anton Goeser
- Klaus Gohlke
- A. Golderer
- Steffen Göpel

- Rolf Göring
- Alexander Grau
- Sandy Grau
- Robb Gravett
- Harald Grohs
- Reinhold Gröpper
- Olivier Grouillard

### H
- Henrich Haag
- Manfred Haase
- Armin Hahne
- Horst Hahne
- Josef Haider
- Sepp Haider

- Richard Hamann
- Dieter Hegels
- Altfrid Heger
- Henny Hemmes
- Andreas Henningsen
- Marc Hessel

- Alfons Hohenester
- Bernhard Holz
- Ludwig Hölzl
- Fritz Huber
- Rudolf Huttner

### I
- Michael Ickenstein

### J
- Bodo Jähn
- Frank Jelinski

- Henrik Johannesen
- Peter John

### K
- Axel Kaczmarek
- Ian Kahn
- Hans Kalaschek
- Balthasar Kamm
- Edy Kamm
- A. Kaufmann
- Wolfgang Kaupp
- Ralf Kelleners

- Mario Ketterer
- Franz Klammer
- Traudl Klink
- Ralf Kludt
- Holger Knudsen
- Kurt König
- Michael Kopf

- Winfried Kottulinsky
- Louis Krages
- Fritz Kreuzpointner
- Hardy Kristoffersen
- Preder Kristoffersen
- Peter Kröber
- Harald Kühn

### L
- Wolfgang Lackinger
- Jacques Laffite
- John Lagodny
- Nicola Larini - Kampioen 1993
- JJ Lehto

- Jörg Leininger
- Werner Lenk
- Anders Lindberg
- Herbert Lingmann
- Uod Lohmann

- Ellen Lohr
- Lella Lombardi
- Costas Los
- Thomas von Löwis auf Menar
- Klaus Ludwig - Kampioen 1988, 1992, 1994

### M
- Luca Magiorelli
- Jan Magnussen
- N. Mahlberg
- Siegfried Maier
- Jean-Pierre Malcher
- Robert Manner
- Olaf Manthey
- Andreas Mark
- Jean-Michel Martin

- Jochen Mass
- Arnold Mattschull
- Bernd Mayländer
- Agnette Meeuvissen
- Walter Mertes
- Dieter Miltz
- Stefano Modena
- Karsten Molitor
- Fritz Möller

- Bert Moritz
- Fritz Müller
- Gerhard Müller
- Philipp Müller
- Ralf-Werner Müller
- Siggi Müller Jr.
- Marco Munding
- Günther Murmann

### N
- Alessandro Nannini
- Matt Neal
- Bernd Netzebrand
- Stefan Neuberger

- Manfred Niederhof
- Klaus Niedzwiedz
- Niels Carl Nielsen

- Kris Nissen
- Beate Nodes
- Walter Nussbaumer

### O
- Peter Oberndorfer
- Markus Östreich

- Wolfgang Offermann
- Jörg van Ommen

### P
- Luigino Pagotto
- Heinz-Friedrich Peil
- Greger Petersson

- David Pinkney
- Eric van de Poele - Kampioen 1987
- Jörgen Poulsen

- Leopold Prinz von Bayern
- Walter Prüser

### Q
- Wolfgang Quaschning

- Dieter Quester

### R
- Cyriel Raes
- Fred Räker
- Roland Ratzenberger
- Roberto Ravaglia - Kampioen 1989
- Uwe Reich

- Otto Rensing
- Manuel Reuter - Kampioen 1996
- Klaus-Emil Röckel
- Walter Röhrl
- Michael Roppes

- Keke Rosberg
- Hermann Roth
- Gerd Ruch
- Jürgen Ruch

### S
- Rudolf Sazma
- Dieter Schäfer
- Karl-Heinz Schäfer
- Reinhard Schall
- Frank Schmickler
- Rüdiger Schmitt
- Jean-Louis Schlesser
- Bernd Schneider - Kampioen 1995

- Udo Schneider
- Michael Schumacher
- Herbert Schürg
- Dieter Selzer
- Georg Severich
- Antoine Seyler
- Giampiero Simoni
- Dany Snobeck

- Steve Soper
- Mercedes Stermitz
- Carsten Struwe
- Volker Strycek - Kampioen 1984
- Hans-Joachim Stuck - Kampioen 1990
- Per Stureson - Kampioen 1985
- Danny Sullivan
- Vaclav Svarc

### T
- Gabriele Tarquini
- Germann Tauber

- Klaus-Peter Thaler
- Kurt Thiim - Kampioen 1986

- Hermann Tilke
- Manfred Trint

### U
- Bert Uhlenhaut

- Albert Unkmeier

### V
- Dr. Oldrich Vanicek
- Josef Venc

- Winfried Vogt
- Heinz Vöhringer

- Achille Voltolina

### W
- Martin Wagenstetter
- Lothar Wagner
- Andy Wallace
- Robert Walterscheid-Müller
- Jason Watt
- Ludwig Weber

- Wilhelm F. Weber
- Volker Weidler
- Dr. Jürgen Weiler
- Heiner Weiss
- Dieter Wilkening
- Max Wilson

- John Winter
- Örnulf Wirdheim
- Bob Wollek
- Manfred Wollgarten
- Johannes Wollstadt
- Alexander Wurz

### Z
- Peter Zakowski